# Сернан, Юджин

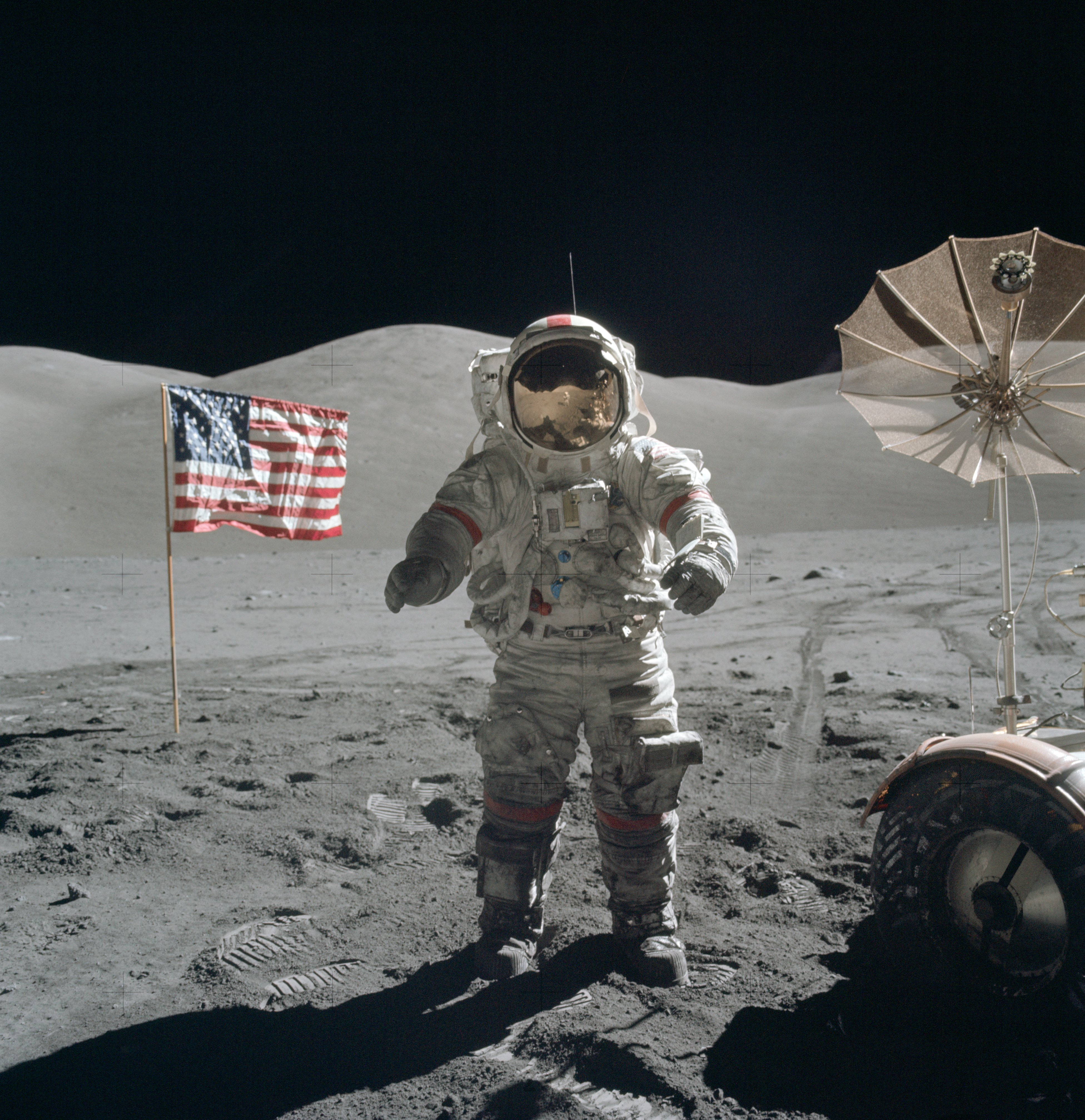
Сернан в начале третьего выхода на поверхность Луны

Юджин Эндрю «Джин» Сернан (англ. Eugene Andrew «Gene» Cernan; 14 марта 1934, Чикаго, Иллинойс, США — 16 января 2017, Хьюстон, Техас, США) — американский астронавт, участник миссий «Джемини-9А» (1966), «Аполлон-10» (1969), командир миссии «Аполлон-17», завершившей программу «Аполлон» (1972). Последний человек на данный момент, стоявший на поверхности Луны.

## Биография
По рождению имел словацкие и чешские корни. Дед и бабка со стороны отца были словаками из села Висока-над-Кисуцоу (Vysoká nad Kysucou, северо-западная Словакия), со стороны матери — чехами из Южной Чехии. Отец и мать родились в США. Фамилия деда-словака была Чернян (Čerňan), она превратилась в Сернан из-за правил чтения английского языка.  
Учился в Университете Пердью и получил в 1956 году степень бакалавра наук в области электротехники.
Побывал в космосе трижды: в качестве второго пилота «Джемини-9А» в июне 1966 года, как пилот лунного молуля «Аполлона-10» в мае 1969 года и как командир «Аполлона-17» в декабре 1972 года.
Стал вторым американцем (в целом — третьим), вышедшим в открытый космос. 
Дважды летал к Луне. В отличие от Ловелла и Янга, также дважды побывавших в окололунном пространстве, в обоих полётах принимал участие в пилотировании лунного модуля: в первом полёте приближался к Луне на 15 км, а во втором полёте высадился на Луну. Дольше всех из землян пробыл на поверхности Луны как в целом — почти 75 часов, совместно с Харрисоном Шмиттом; так и вне лунного модуля — 22 ч 04 мин: во время всех трех выходов на поверхность он первым покидал корабль и последним возвращался в него.
Во время полёта «Аполлона-10» экипаж впервые использовал в космосе телекамеру, специально разработанную для программы «Аполлон» и также впервые вёл цветную телетрансляцию во время полёта. За эту деятельность Сернан, Томас Стаффорд и Джон Янг получили 9 июня 1969 года телевизионную премию «Эмми». 
После миссии «Аполлон-10» должен был стать дублёром пилота лунного модуля миссии «Аполлон-13» и, следовательно, затем получить возможность назначения в основной экипаж «Аполлона-16» — однако, отказался от этой возможности в надежде получить собственный экипаж в качестве командира. В результате в экипаж-дублёр под командованием Джона Янга вместо Сернана был назначен Чарли Дьюк из пятого набора — и он и Янг затем полетели к Луне на «Аполлоне-16». 
Дик Слейтон, формировавший экипажи, расценивал шанс Сернана на получение места командира экипажа как весьма незначительный. Однако, после того, как Майкл Коллинз решил завершить свою карьеру и отказался от дублёрства в «Аполлоне-14», а Билл Андерс отказался от назначения пилотом командного модуля «Аполлона-13», надеясь затем получить шанс пройтись по Луне, в программе появилось вакантное место и в результате Сернан был назначен дублёром командира миссии «Аполлон-14» Алана Шепарда, что открыло ему путь к «Аполлону-17».  
За неделю до старта «Аполлона-14», 23 января 1971 года, Сернан, намеревавшийся немного потренироваться на вертолёте H-13 в имитации пилотирования лунного модуля, направлялся на полигон Центра им. Кеннеди. В условиях полного штиля он потерял ощущение расстояния до поверхности воды и его вертолёт задел носком опоры гладь реки и рухнул в Индиан-Ривер. Астронавт чудом остался жив, из реки ему помогла выбраться женщина, управлявшая лодкой. Он не был ранен и хотя получил ожог дыхательных путей, серьёзно не пострадал. Так как происшествие произошло в субботу и к понедельнику новость устарела, пресса практически обошла его стороной. Причиной крушения были названы неполадки с двигателем. Несмотря на то, что астронавты лишались полётов за куда более мелкие оплошности, Сернан не потерял доверия Дика Слейтона и всё-таки был назначен в экипаж «Аполлона-17». Состав миссии был официально объявлен 13 августа 1971 года.    
За полтора месяца до старта, в октябре, Сернан во время игры в бейсбол сильно травмировал сухожилие правой ноги. Благодаря врачу экипажа Чаку Ла Пинта он не потерял лётный статус и сумел успеть восстановиться. 
Последний человек, стоявший на поверхности Луны (14 декабря 1972 года). Последние слова, сказанные человеком на Луне, принадлежат Сернану:

Боб, говорит Джин, я на поверхности, и, делая последний шаг человека с поверхности [Луны], возвращаясь домой, чтобы когда-нибудь вернуться — но, мы верим, в не очень далёком будущем — я бы просто хотел [сказать] то, что, я думаю, останется в истории. Что сегодняшний вызов Америки определил будущие судьбы человечества. И, покидая Луну в [районе] Таурус-Литтров, мы уходим так же как и пришли и, с Божьей помощью, вернёмся — с миром и надеждой для всего человечества. Удачи экипажу «Аполлона-17». (8:14:00 UTC, 14 декабря 1972)
Оригинальный текст (англ.)Bob, this is Gene, and I'm on the surface; and, as I take man's last step from the surface, back home for some time to come - but we believe not too long into the future - I'd like to just (say) what I believe history will record. That America's challenge of today has forged man's destiny of tomorrow. And, as we leave the Moon at Taurus- Littrow, we leave as we came and, God willing, as we shall return, with peace and hope for all mankind. "Godspeed the crew of Apollo 17".

На поверхности Луны он начертил инициалы своей дочери — «TDC».
Ему принадлежат два рекорда скорости: наивысшая скорость достигнутая человеком — 39 897 км/ч (24 791 миль/час) — в составе экипажа при возвращении «Аполлона-10» к Земле после облёта Луны и самая высокая скорость передвижения по поверхности Луны — 18 км/ч (11,2 миль/час) — на электромобиле «Лунар Ровер».
Похоронен в Остине.

## Награды и заслуги
- Телевизионная премия «Эмми» за космические съёмки[англ.] полёта «Аполлон-10» (9 июня 1969, вместе с Томасом Стаффордом и Джоном Янгом).
- В 1970 году в возрасте 36 лет, после всего 14 лет службы, получил звание капитана I ранга, став самым молодым его обладателем в ВМС США на тот момент.
- Награждён Крестом «За выдающиеся летные заслуги» от ВМС (Distinguished Flying Cross), двумя медалями ВМС «За выдающиеся заслуги» (Navy Distinguished Service Medal).
- Награждён двумя медалями НАСА «За выдающиеся заслуги» (NASA Distinguished Service Medal), медалью НАСА «За исключительные заслуги» (NASA Exceptional Service Medal).
- Имя Сернана внесено в Зал славы астронавтов (U.S. Astronaut Hall of Fame).
- Орден Двойного белого креста II класса (Словакия, 25 сентября 1994 года)[4].
- Вашингтонская премия (2003).
- Золотая авиационная медаль ФАИ.